# Tikkasaari (ö i Södra Savolax)
Tikkasaari är en ö i Finland. Den ligger i sjön Suurijärvi och i kommunen Nyslott i  landskapet Södra Savolax, i den sydöstra delen av landet, 280 km nordost om huvudstaden Helsingfors. Öns area är 3,1 hektar och dess största längd är 440 meter i sydöst-nordvästlig riktning.